# Decet Romanum Pontificem

Wappen Papst Leos X.

Decet Romanum Pontificem ist eine päpstliche Bannbulle vom 3. Januar 1521, mit der Leo X. die in der Bannandrohungsbulle Exsurge Domine angekündigte Exkommunikation Martin Luthers vollzog, nachdem Luther der in dieser Bulle geäußerten Aufforderung zum Widerruf seiner Thesen keine Folge geleistet hatte. Außerdem wurden Luther und seine Anhänger zu Häretikern deklariert.

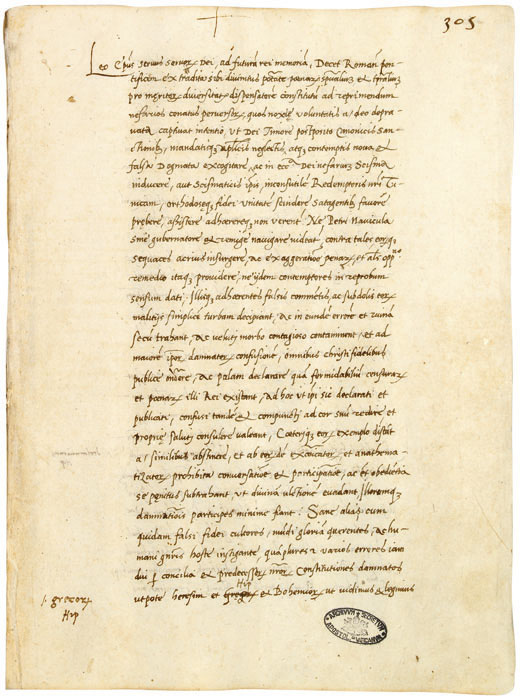
Decet Romanum Pontificem

## Bedeutung
Mit der Exkommunizierung Luthers wurde ihm der Weg einer innerkirchlichen Reformbewegung endgültig verwehrt. Damit wurde die Spaltung, die zur konfessionellen Selbständigkeit der reformatorischen Kirchen führte, von päpstlicher Seite negativ begründet. Die positive Ausformung der Reformation bis zum Augsburger Bekenntnis von 1530 kann ebenfalls als notwendige Reaktion auf die neue Lage in beurkundeter Opposition zum Papst gedeutet werden. Die mit der Bulle einhergehende Verfolgung der Anhänger der Reformation schlug, anders als bei früheren Verfolgungen kirchlicher Reformbewegungen, fehl; Ursache hierfür waren nicht zuletzt die aktuellen politischen Gegebenheiten im Reich.
Die Exkommunizierung Luthers wurde nie wieder aufgehoben; da es in der römisch-katholischen Kirche unüblich ist, Exkommunizierungen posthum aufzuheben, und die Exkommunizierung Luthers die Verurteilung seiner Lehren mit beinhaltete, waren entsprechende Bemühungen, wie zum Beispiel im Wormser Memorandum von 1971, bisher erfolglos.